# Сокульський Арнольд Леонідович
Арно́льд Леоні́дович Соку́льський (15 вересня 1938, Тальне — 24 вересня 2022, Запоріжжя) — український історик, краєзнавець. Доктор історичних наук (2013). Перший директор Національного заповідника «Хортиця» (1970—1979, 1981—1984).

## Життєпис
Народився 15 вересня 1938 року в місті Тальне Черкаської області в родині сільських учителів. Батько — директор школи в Жизномирі (Бучацький район). Закінчив Бучацький зооветеринарний технікум, працював техніком-бактеріологом у Нововасилівській міжрайонній ветеринарно-бактеріологічній лабораторії, там же і вчителював.
1969 року з відзнакою закінчив Дніпропетровський університет, здобув кваліфікацією географа. До 1970 року працював старшим науковим співробітником відділу історії дорадянського періоду Запорізького обласного краєзнавчого музею. 1970 року закінчив курси при Інституті археології АН УРСР. Того ж року Сокульського призначили директором державного історико-культурного заповідника Запорозького козацтва на острові Хортиця. 1979 року Арнольда Леонідовича звільнили з посади за власні погляди на розвиток установи. Після цього він учителював у середніх школах № 1 і № 87 міста Запоріжжя. Працюючи рядовим вчителем історії, Сокульський і далі заглиблювався в історичні джерела, відкривав нечитані сторінки Хортиці. 1981 року Арнольда Леонідовича вдруге призначили директором заповідника на Хортиці, але 1984 року знову звільнили з цієї посади. Пізніше Сокульський працював викладачем Запорізького педагогічного училища № 1, директором-організатором Запорізького відділення Науково-дослідного інституту козацтва Інституту історії України НАН України, викладав у Гуманітарному університеті «Запорізький інститут державного та муніципального управління» (нині Класичний приватний університет).
1999 року Сокульський захистив кандидатську дисертацію «Флот Запорозької Січі в XVI—XVIII століттях: структурна організація, технологія». Науковий керівник — кандидат історичних наук Олена Апанович .
Журналіст і краєзнавець Віталій Шевченко зазначив: «Сокульський — людина однієї пристрасті. Скільки пам'ятаю, він завжди був закоханий в історію запорозького козацтва, в історію легендарної Хортиці».
Помер 24 вересня 2022 року у Запоріжжі.

## Праці

### Книги
- Народна пам'ять про козацтво. — Запоріжжя: Інтербук, 1991. — 315 с. (у співавторстві).
- Сокульський Арнольд. Національна символіка України. — Запоріжжя: Інтербук, 1993. — 103 с.
- Сокульський Арнольд. Морські походи запорожців. — Дніпропетровськ: Січ, 1995. — 221 с.
- Шевченко Віталій, Сокульський Арнольд. Корінь і крона. Козацький родовід видатних людей. — Запоріжжя: Мотор Січ, 1999. — 130 с.
- Сокульський Арнольд. Культурологія: Словник-довідник. — Запоріжжя: ГУ «ЗІДМУ», 2006. — 292 с.

### Статті
- К локализации летописного Олешья // Советская археология. — 1980. — № 1. — С. 64—73.
- Історико-археографічні дослідження бродницьких поселень на Нижньому Дніпрі // Українське козацтво: витоки, еволюція, спадщина: Матеріали міжнародної наукової конференції, присвяченої 500-річчю українського козацтва. — К., 1991. — Вип. 2. — С. 123—131.
- Предтеча козацької твердині на Запорожжі // Козацькі Січі (нариси з історії українського козацтва XVI—XIX століть). — Київ — Запоріжжя, 1998. — С. 15—22 (у співавторстві).
- «Зоряні олені Хортиці»: Історико-культурний аспект // Культурологічний вісник. — Запоріжжя, 2006. — С. 10—15.
- Раннє козацтво і Хортицька Січ; Концептуальні орієнтири реконструкції Запорозької Січі на о. Хортиця // Запорозька старовина / НДІ козацтва. — К. — Запоріжжя, 2002. — Випуск 2. — С. 42—51; 180—191.